# Berezovsky (Oblast de Kemerovo)
Berezovsky é uma cidade na Rússia, o centro administrativo do distrito urbano de Berezovsky da Oblast de Kemerovo. Localizado a 27 km ao norte do centro administrativo da região - Kemerovo. A população da cidade é 46,859 pessoas (2017).

## Geografia
Berezovsky está localizado na parte norte da região de Kemerovo. A maior parte da cidade e seus arredores são terras florestais, das quais 80% é a zona da taiga. Dentro da cidade há dois rios - Barzas e Shurap, que são os principais rios da cidade.
A subordinação administrativa da cidade inclui a administração territorial da aldeia de Barzas.
Coordenadas geográficas : 55° 40′ 00″ N, 86° 15′ 00″ L.
O Serviços de Emergência Médica da cidade também serve Arsentevka, Berdovka, Votinovka, Scout, Rivne, Sosnovka, Sosnovka-2

### Fuso horário
| A cidade de Beryozovsky, assim como toda a Oblast de Kemerovo, está no fuso horário do MSC+4 ( horário de Krasnoyarsk ). O deslocamento do tempo aplicado relativo a UTC é +7:00 . |

#### Clima
O clima é extremamente continental. O mês mais quente é julho com uma temperatura média de 18,6 ° C, e o mais frio é fevereiro, com uma temperatura média de -18,4 ° C. A precipitação média anual é de 505 mm. O mês da precipitação menor do ano é Fevereiro com uma média de 14 mm e da precipitação maior é Julho com uma média de 69 mm.

## História
Berezovsky foi estabelecido pelo decreto do Presidium do Conselho Supremo da RSFS "Sobre a mudança da divisão administrativa e territorial do Oblast de Kemerovo" de 11 de Janeiro do ano 1965 dos vilarejos Kurganovka, Berezovsky e Oktyabrski, bem como povoações Barzas, Arsentevski, Suetinski e Uspenski. Até então, todo o território da cidade fazia parte do distrito de Kemerovo.

## Educação
Existem 7 escolas secundárias na cidade; 3 instituições de educação adicional; 13 jardins de infância; "Berezovsky Polytechnic College", anteriormente Escola Politécnica de Berezovsky (antiga escola número 18).

## Transporte
A comunicação do transporte motorizado na cidade, com povoações rurais, o centro regional e outras cidades de Kuzbass é fornecida pela Empresa de Transporte de Passageiros de Berezovsky. Comunicação ferroviária é cancelada.
No dia 1 de Janeiro de 2018 a cidade está no 345 lugar de 1113 das cidades da Federação Russa no sentido de população.

## Economia
O principal setor da economia da cidade é a indústria do carvão, que representa 86% da produção industrial.
Na área da cidade explorou depósitos ricos de vários minerais: carvão, ouro, sapropelite, alguns tipos de minério de ferro, argila de alta qualidade, mármore, madeira.

## Cultura
Na cidade funcionam:
- Centro de Criatividade e Lazer da Cidade (ГЦТиД)
- Casa da Cultura "Mineiros"
- Escola de Arte Infantil №14
- Escola de Arte Infantil №14 (ex-escola de música №91)
- Instituição municipal orçamental de cultura "Dance Club"
- Museu da cidade V. N. Plotnikov
- Sistema de biblioteca centralizada (inclui 7 bibliotecas)
- Centro Organizacional e Metodológico
- Escola de esportes juvenil integrada A. Bessmertnykh
- Centro de fitness e esporte "Atlant"
- MKU "Departamento de Contabilidade Centralizada do Escritório de Cultura, Esportes, Juventude e a Política Nacional do distrito urbano de Berezovsky"

Segundo a tradição, durante muitos anos a cidade realizou uma etapa de qualificação ou final da competição regional de grupos coreográficos para o "Prêmio do Governador de Oblast de Kemerovo".